# 프랑스의 소방

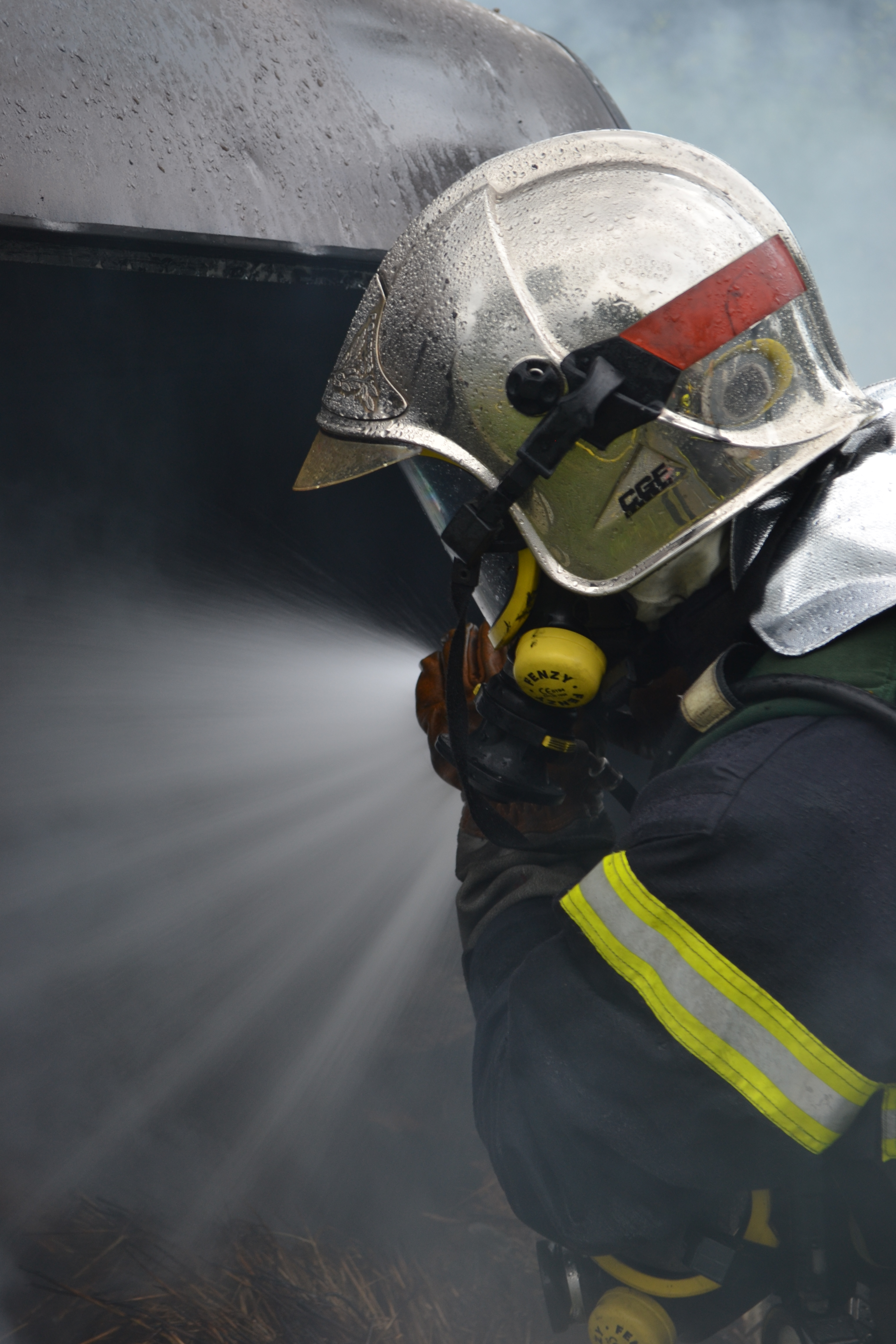

프랑스의 소방은 프랑스의 각종 재난에 대응하는 활동을 뜻한다. 프랑스의 소방은 군사적 성격과 민간적 성격을 동시에 띄고 있는데, 파리는 프랑스 육군 소속의 파리 소방 여단이, 마르세유는 마르세유 해군 소방 대대에서 관할하며, 그 외의 지역은 프랑스 내무부 소속의 민방위 부서에서 관장한다. 전체 소방 인력 중에 80%가 의용소방대로 구성되어 있다.